# Ancyrocephalus lactophrys
Ancyrocephalus lactophrys är en plattmaskart. Ancyrocephalus lactophrys ingår i släktet Ancyrocephalus och familjen Dactylogyridae. Inga underarter finns listade i Catalogue of Life.